# 12 fördömda män
12 fördömda män (engelska: The Dirty Dozen) är en amerikansk-brittisk krigsfilm från 1967 i regi av Robert Aldrich. Filmen är baserad på E. M. Nathansons roman med samma namn från 1965.

## Handling
Filmen handlar om tolv allierade soldater, som alla dömts för olika grova brott under sin tid som soldater och skall antingen avrättas, sitta på livstid eller dömts till fängelse under lång tid, men som har fått löfte om att bli benådade om de, genom fallskärmshoppning, genomför en räd i det av Nazityskland ockuperade Frankrike för att döda ett antal högt uppsatta nazister som har fest på ett slott där.

## Rollista i urval
- Lee Marvin - major John Reisman
- Ernest Borgnine - generalmajor Worden
- Charles Bronson - Joseph Wladislaw
- Jim Brown - Robert Jefferson
- John Cassavetes - Victor Franko
- George Kennedy - major Max Armbruster
- Trini López - Pedro Jimenez
- Donald Sutherland - Vernon Pinkley
- Telly Savalas - Archer Maggott
- Robert Ryan - överste Bread
- Clint Walker - Samson Posey
- Richard Jaeckel - sergeant Bowren
- Ralph Meeker - kapten Stuart Kinder

## Om filmen
Filmen är inspelad i Aldbury, Little Gaddesden, Markyate, Chenies, Hendon och Borehamwood i Storbritannien samt i USA. Den hade världspremiär i USA den 15 juni 1967 och svensk premiär den 21 september samma år, åldersgränsen är 15 år.

## Musik i filmen
- The Bramble Bush, musik Frank De Vol, text Mack David
- Einsam, musik Frank De Vol, text Sibylle Siegfried
- Don't Sit Under The Apple Tree With Anyone Else But Me
- National Emblem, skriven av Edwin Eugene Bagley
- Main Title, musik Frank De Vol
- Building The Barracks, musik Frank De Vol

## Utmärkelser
- 1967 - Photoplay Award - Guldmedalj
- 1968 - Oscar - Bästa ljudeffekter, John Poyner
- 1968 - Eddie - Bästa spelfilm, Michael Luciano
- 1968 - Golden Laurel - Bästa framförande, Lee Marvin